# 国鉄203系電車
国鉄203系電車（こくてつ203けいでんしゃ）は、日本国有鉄道（国鉄）が1982年（昭和57年）から投入した直流通勤形電車。本稿では、インドネシアのPT KAI Commuter Jabodetabekやフィリピン国鉄に譲渡された車両についても述べる。また、各編成を「マト51」（「松戸車両センター第51編成」の略）のように呼称する。
常磐緩行線と帝都高速度交通営団（現・東京地下鉄）千代田線との相互直通運転に充当されていた103系1000番台に代わる車両として導入された。乗り入れ協定によって、勾配の多い区間でも高加減速が求められることから、基本設計を踏襲した201系と同様のサイリスタチョッパ制御を採用し、同時にアルミ製車体を採用して車体の軽量化とさらなるコストダウンを図ることとなった。

## 導入の背景

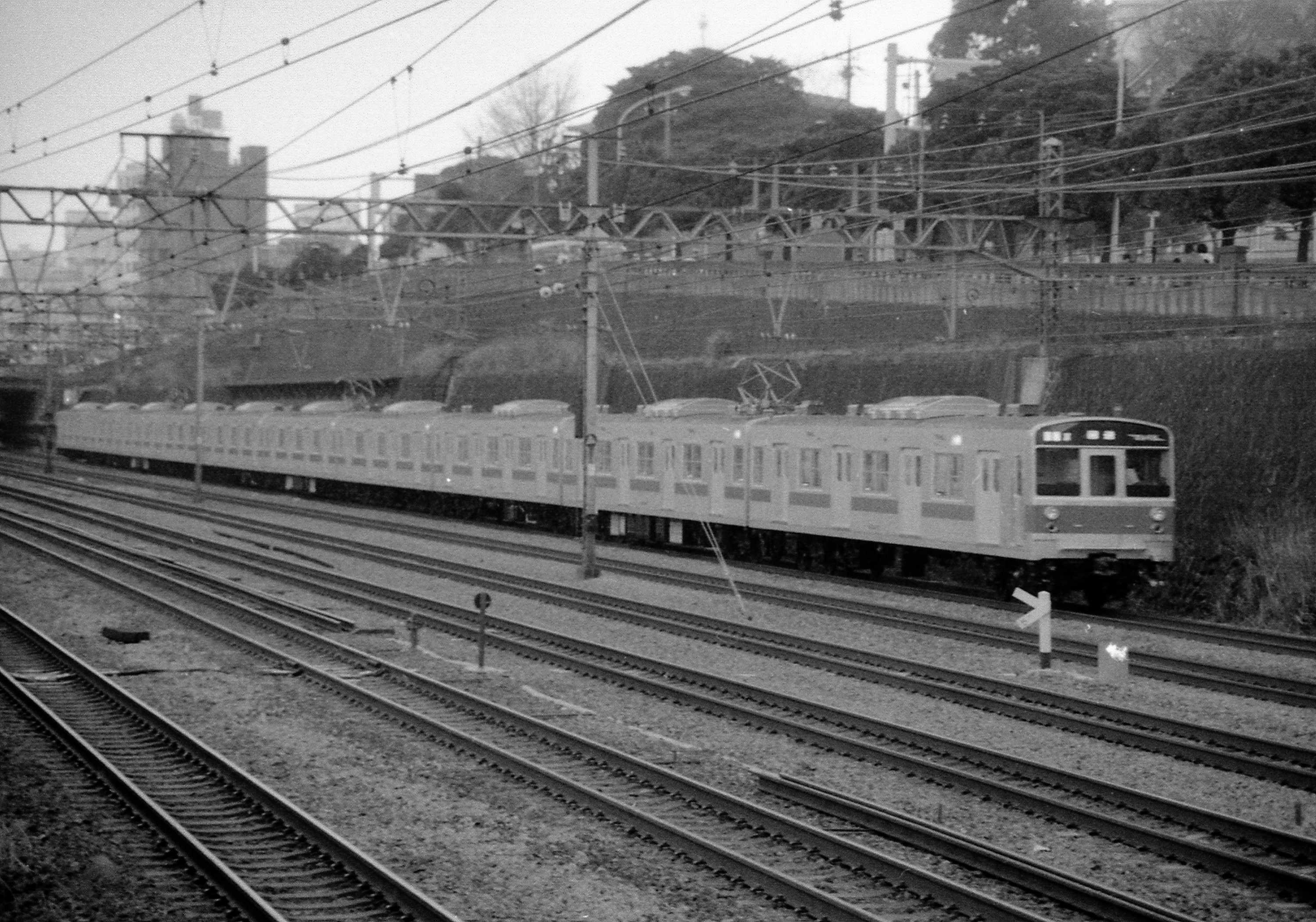
203系100番台の新製回送

本系列の導入前は、常磐緩行線と千代田線との相互直通運転用に、国鉄では103系1000番台を直通開始当初から運用していたが、抵抗制御であるため加速時や発電ブレーキでの廃熱が地下鉄トンネル内の温度上昇をもたらしていた。さらに、主抵抗器が冷却扇を持たない自然通風方式であったこと、同様に抵抗制御車の運用されていた東西線とは異なり、比較的長い単線トンネル区間を高速で走行するため走行風による主抵抗器の冷却がほとんど期待出来ず、主抵抗器の発熱による車内の温度上昇や、主制御器の誤作動、床下機器の劣化があったこと、営団との協定の起動加速度が性能の限界だったため、重量増となる冷房装置が搭載できないこと、などの問題点があった（常磐緩行線#複々線化の沿革と問題も参照）。
また、電機子チョッパ制御や回生ブレーキを採用する営団6000系に比べて消費電力が大きく、国鉄は営団車との電力消費量の差額を営団に支払うよう会計検査院から指導を受けていた。このような経緯もあり、営団側からも国鉄に対し、早期のチョッパ制御化を望む申し入れがなされていた。
この問題を解決するため、先に登場していた201系に倣う方向で本形式の基本設計が検討された。しかしながら、勾配区間が多い千代田線内でも乗り入れ協定に基づく高加減速が求められることから、編成重量をより軽量化して主電動機への負担を減じる方策が必要とされた。そのため、201系で採用されていたサイリスタチョッパ制御を本形式でも採用しつつ、201系の鋼製車体に対しアルミ製車体とすることで、主電動機への負担を抑えながら103系1000番台に比べ電動車比率を減少させ、同時に製造費用の削減も達成した。

## 車両概説

### 車体
軽量なアルミ合金車体を採用し、騒音の低減や営団との協定加速度（3.3 km/h/s）性能を、より少ない電動車（MT比）で実現している。国鉄の通勤形電車でアルミ合金車体を採用したのは301系以来。地下鉄対応車両でA-A基準に適合し、前面中央部には内側にはしごを備えた非常用貫通扉を設けている。
車体構成は軽量化のため、従来の骨組み工法ではなく大形の押出形材を用いた全溶接組立工法を採用しており、アルミ車体の採用によって同時期に増備が進められていた普通鋼製の201系より1両あたり6 t以上の軽量化を実現している。この工法は山陽電気鉄道3050系においてすでに実用化されたが、本形式では201系量産車との床下機器の互換性を確保するため、台枠部は従来構造とし、上部構体のみ押出形材工法を採用した。
なお、前頭部にはそれまでに採用例のないデザインが与えられた。前面部分の上半部および裾部に傾斜が付き、腰部が一段張り出した形状で、行先表示器、運行番号表示器、JNRマークが窓縁とともに黒地で統一され、アクセントとなっている。この形状は乗り入れ先の営団6000系電車・小田急9000形電車の正面を折衷したデザインとも評されている。
国鉄通勤形電車（いわゆる国電）の標準形である片側4扉の20 m車体だが、軽量化・地下区間を走るという理由で戸袋窓を廃したため、車両の外観は従来車とは異なっている。なお、同時期に筑肥線向けに製造された103系1500番台やその後の205系にも戸袋窓は設置されていない。また、客用ドアおよび妻面の引き戸はアルミハニカム製を使用しているほか、車体強度を稼ぐため構体の厚みが201系等より若干増したことにより、72系920番台や101系試作車のように雨樋が構体に埋め込まれているといった特徴がある。
すべての車両が銀色のアルミ無塗装地に常磐緩行線のラインカラーであるエメラルドグリーン（青緑1号）の帯（側面は幅300 mmの粘着テープ、先頭部は幅530 mmのFRP製素材）を巻いている（側面はテープ貼付のため、色調が青緑1号とは若干異なる）。乗り入れ先の千代田線のラインカラーもグリーンではあるが、本系列のものとは色調が異なる。
301系以降の地下鉄乗り入れ車両共通の特徴として、前頭部運転台上と、量産先行車を除く各車の側面幕板部（片面につき2箇所）にJNRマーク（紺色）が表記されていた。正面のマークは、JR化時にガラスの上から黒地に白いJRマークが入ったカラーフィルムが被せられた。側面のJNRマークは消され、先頭車の乗務員室直後の客用ドアの戸袋左右1か所ずつ、黒のJRマーク表記がされた。側面幕板部は前面と手法が異なり、JNRマークを一旦剥がし、銀色の塗料を塗って、JNRの痕跡が残らないようにされたが、乗客が車体側面を観る角度によって、マークが存在した位置を確認することができた。
側窓は下段上昇・上段下降式の外はめ式ユニット窓であるが、201系のものとは異なり、上段窓はバランサーのない引っかけ式のもの（開ける際は持ち上げた状態で内側に引いて落とし、閉める際は上に引き上げた状態で上部を外側に押して引っかける）で、先述の協定により開口高さが150 mm以内とされていたことから、下段窓の開口高さは150 mmにとどめられた。登場時には連結部の妻面にも窓が設置されていたが、1999年1月から2月にかけて転落防止幌を装備した際に封鎖されている。

### 車内

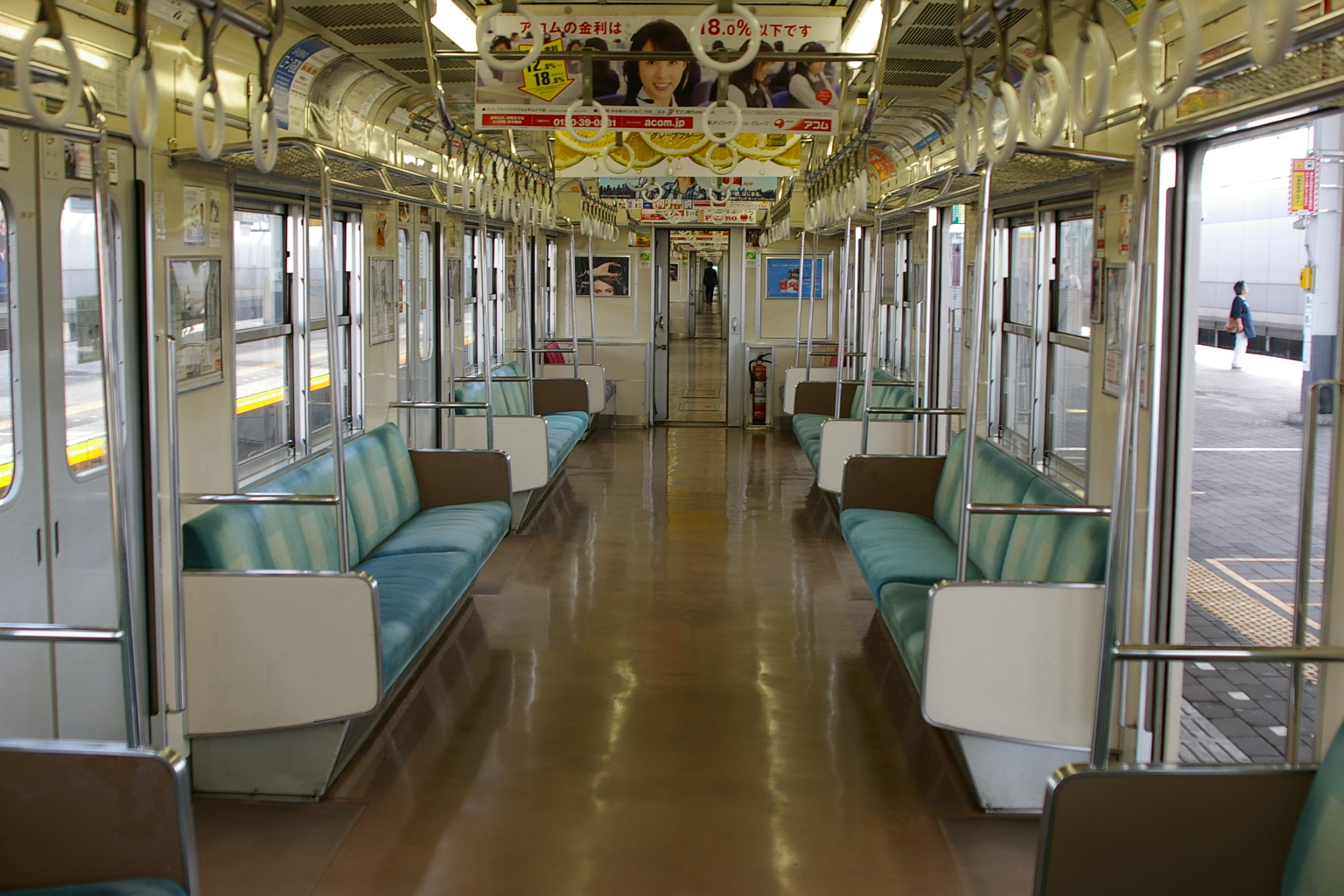
203系の車内

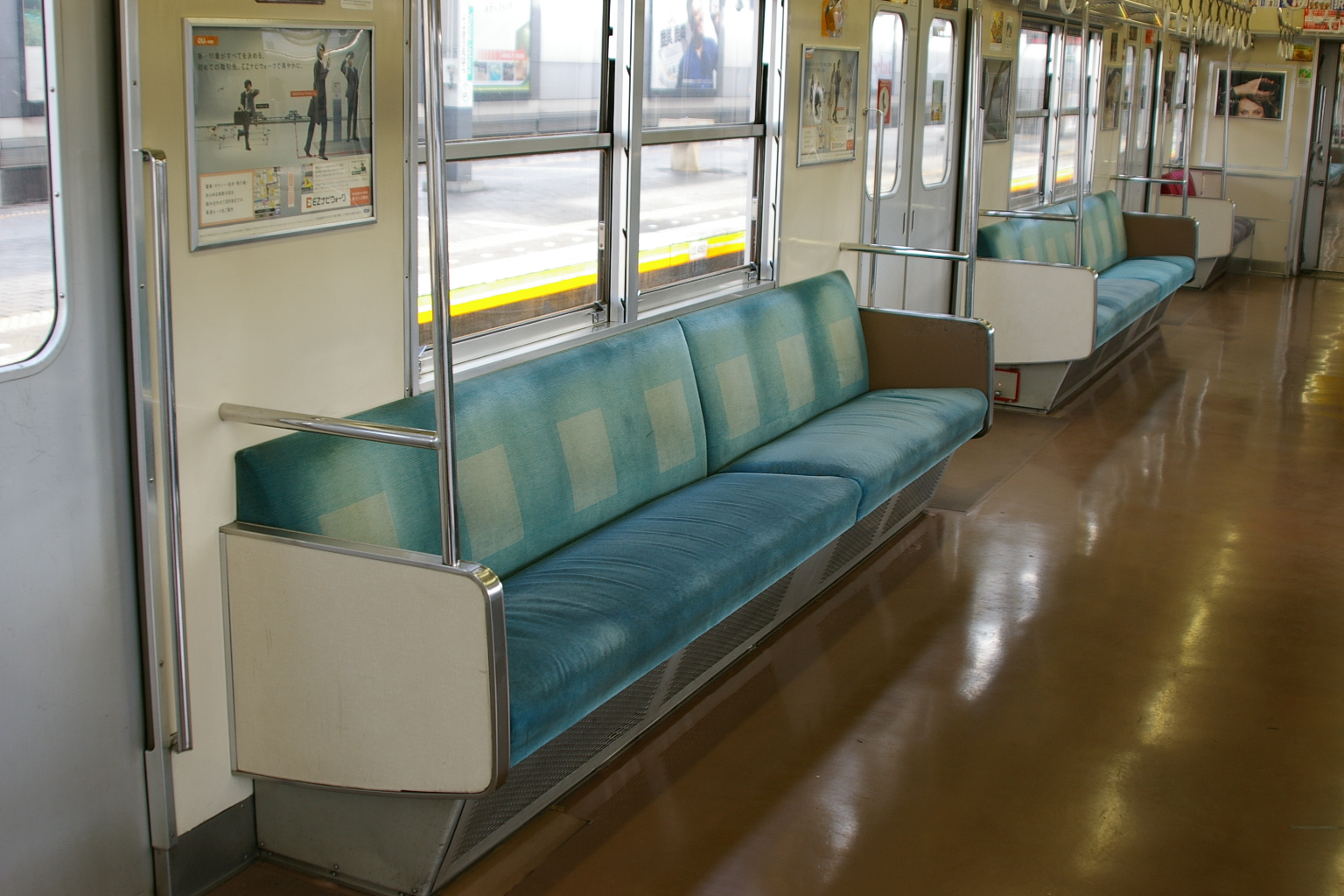
203系の座席

全席ロングシートで、各部の構造やカラースキームは201系を基本としている。天井は白、側壁はクリーム色9号の内装板を使用し、床敷物は薄茶色としている。当初の座席表地は両端3人掛け部をロームブラウン色（こげ茶色）、中央の1人分をヘーゼルナッツ色（うすいオレンジ色）とした。なお、シルバーシートについてはグレーの表地を使用している。JR化後はミントブルー色の区分柄表地への交換が実施された。
また、利用者の要請が強かった冷房装置についても常磐緩行線用の車両で初めて搭載し、快適性の向上が図られた。冷房装置は同時期製造の201系で採用された省エネルギー形のAU75G形（冷房能力42,000 kcal/h ≒ 48.84 kW）を搭載している。室内への送風はダクトを用いたラインフロー方式で、各車にはラインデリア（補助送風機）4台が設けられている。ただし、営団がトンネル冷房を進めていた頃は、放熱を懸念した営団側からの要請もあり、冷房の使用は地上線のみに限定されていた。
乗務員室内では運転機器の配置を103系1000番台および営団6000系に合わせるため、主幹制御器は縦軸式のMC54B、ブレーキ弁はME41Aを搭載している。これは、当時の営団地下鉄千代田線乗り入れ協定において機器仕様が規定されているため。

### 機器類

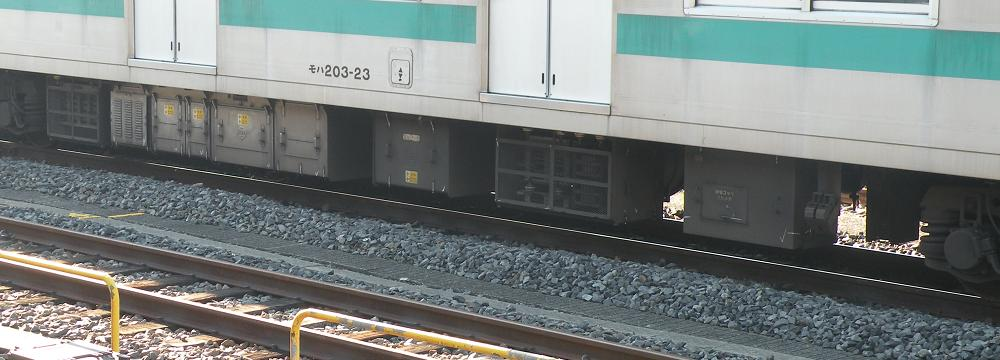
モハ203形の床下機器。銀色に塗られているのがチョッパ装置。

前述の通り201系をベースにしており、主制御器はサイリスタチョッパ制御方式を採用している。地下線走行を考慮して、歯車比を201系の1:5.60から1:6.07に変更して引張力を向上させている。チョッパ装置には、201系のCH1型（400 A - 2,500 V）より主サイリスタを大容量化したCH1A型（1,000 A - 2,500 V、EF67形電気機関車搭載機器と同型）を採用した。201系では車体側面に冷却用空気の取り込み口を設けていたが、本形式では301系と同様に床下の吸い込み口に濾過器を取り付ける方式となった。
素子を大容量化することは使用数が削減され、コストダウンを図れるだけでなく、機器の小形軽量化を図れるという利点がある。これらの機器全体の見直しを行うことで201系のCH1形よりもCH1A形は約 400 kg の軽量化を実現している 。このチョッパ装置は2相2重方式（各相300 Hz出力）で合成周波数600 Hzを出力し、MT60形主電動機8台を制御する（1C8M制御）。
ブレーキは応荷重装置付き電機子チョッパ制御回生ブレーキ併用電磁直通空気ブレーキ（SELR）に加え、自動空気ブレーキの制御弁として3圧力式のE制御弁を採用した。営団との協定による高い減速度に合わせ、回生ブレーキも全界磁での使用とされた（201系では45 %弱め界磁）。定格電流での回生ブレーキ力は、電動車1ユニットあたり約9,500 kgで、201系の約6,000 kgよりも大幅に強化されている。
回生ブレーキ使用時は、全界磁であることと歯車比が大きいことが相まって、回生電圧が架線電圧を大幅に上回るため、50 km/h以上からブレーキを使用する際には0.4 Ωの直列抵抗が挿入される。しかしながら、ブレーキ抵抗を挿入してもなお60 km/h以上では高速絞りが作用し、70 km/h以上の速度域では回生ブレーキ力は201系よりも弱くなる。すなわち、203系は高速における回生ブレーキ力の減弱と引き換えに、地下鉄線内における性能向上の要請に特化した設計が採用されている。
また保安装置として、製造時はATS-SおよびATC-4A（CS-ATC）を搭載していたが、廃車時はATS-SNおよびATC-10（新CS-ATC）を搭載していた。また列車無線装置として、営団線用の誘導無線、国鉄線用の空間波無線を装備している。
補助電源装置にはDM106形の190 kVAブラシレスMG（電動発電機）を、空気圧縮機（CP）にはレシプロ式MH3075A-C2000M形を使用しており、これらは201系量産車で実績がある。

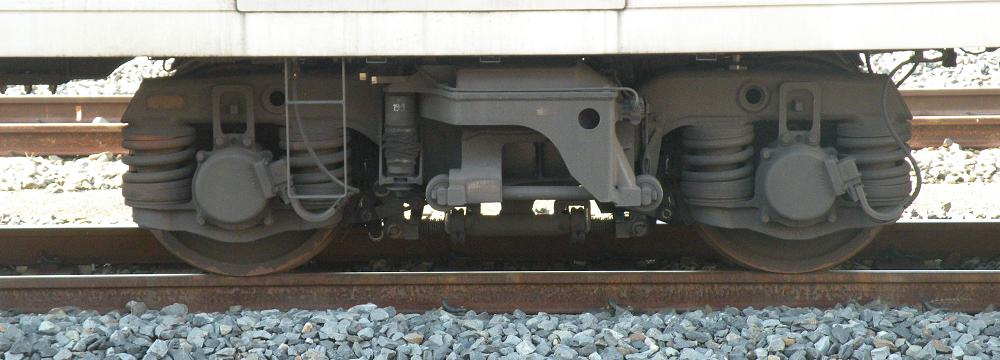
DT46A形台車

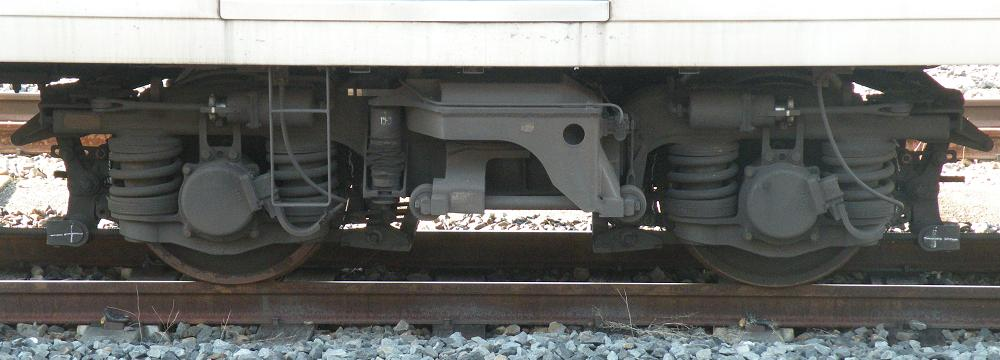
TR234形台車

台車は0番台には201系量産車の台車を基本として設計した円筒案内支持方式のDT46A形（電動車）、TR234形（制御車・付随車）を採用した。本系列の台車は軽量化のため、201系よりも動力台車・付随台車ともに台車枠を薄肉化している。また、基礎ブレーキ装置はDT46A形では片押し踏面ブレーキを踏襲したが、TR234形では軽量化のためにディスクブレーキを廃し、両抱き踏面式を採用している。この結果、1台車あたりの重量は201系量産車のDT46に対しDT46A形で約170 kg、TR231A形に対しTR234形で約750 kgの軽量化を実現している。
その後、建造費節減が図られた100番台では、同時期製造の205系の台車と同様の円錐積層ゴム支持方式ボルスタレス構造のDT50A形（電動車）、TR235A形（制御車・付随車）が採用された。構造は205系のものとほぼ同じだが、台枠の厚みの関係上空気ばね支持高さが異なる。また、基礎ブレーキは動力台車は変更ないが、付随台車は片押し踏面式とディスクブレーキ（1軸1ディスク）の併用型とした。この台車は部品点数が少なく保守が容易で軽量、さらにコストパフォーマンスに優れている。

### 増備車の設計変更

#### 量産1次車

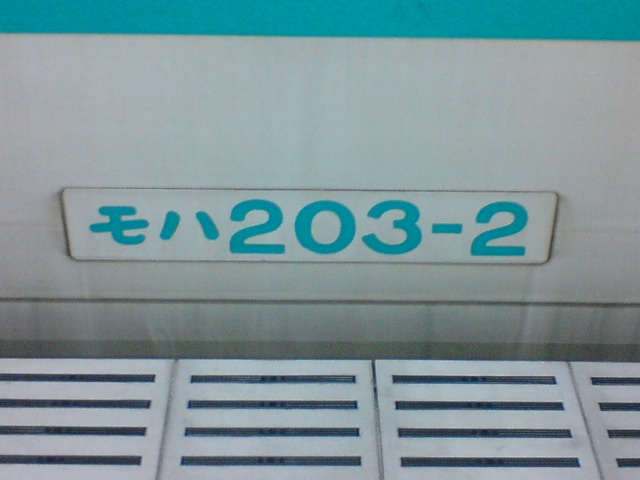
203系マト51編成の車両番号表記

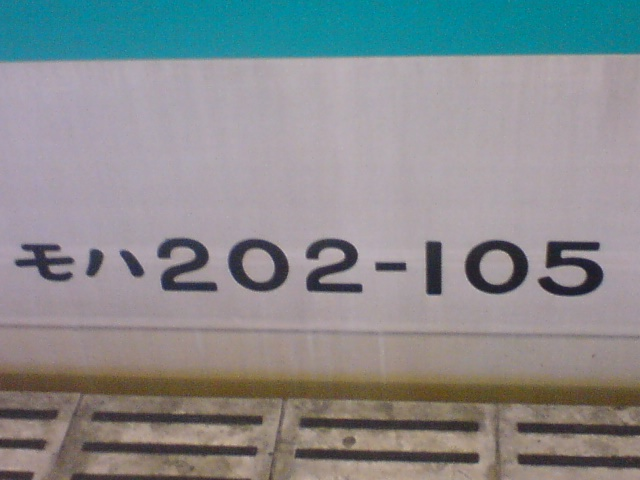
マト51編成以外の車両番号表記（写真はマト62編成）

1984年（昭和59年）2月から3月にかけて製造された量産1次車では、下記の設計変更が実施された。
- 側面の車両記号番号表記は、量産先行車であるマト51編成はラインカラーと同色の文字により表記されたアルミ製プレートを貼り付けていたのに対し、本グループ以降は車体に直接黒色の文字で表記されている[20]
- つり革の留め具をステンレス製から樹脂製に変更[20]
- 運転台に昇降するための車体側面ステップの形状を変更[20]
- 車体側面上部に「JNR」マークを設置（国鉄民営化に伴い撤去）[20]
- 回生ブレーキを全界磁・弱め界磁切替方式に変更[20][注 10]

#### 量産2次車（100番台）
1985年3月から翌1986年3月にかけて製造された量産2次車では下記のような設計変更が実施され、100番台へと区分されている。
- 屋根の塗り厚さを変更（3 mm→2 mm）[20]
- 標準化のため床面の色を変更[20]
- 以下は205系で初採用した仕様を反映した。
  - 軽量ボルスタレス台車の採用（前述）
  - 各電動車間の連結器を密着連結器構造から半永久棒連結器構造に変更（軽量化とコストダウン）[20]
- 以下は201系軽装車で採用したコストダウンを図るために仕様が変更された。
  - 荷棚金網をステンレス金網からアルミ金網に変更[20]
  - 通風器（ベンチレーター）の材質をFRP製からSPG（亜鉛鋼板）製へ変更[20]
  - 床下ブレーキ制御装置の機器カバーを省略[36]

外観は0番台と大差ないが、0番台比でモハ203形は3.6 t、モハ202形は3.2 tの軽量化をそれぞれ実現している。

## 編成

### 形式
形式は下記の5種類である。
- クハ203形（Tc） - 取手方先頭車[38]。
- クハ202形（Tc'） - 綾瀬・代々木上原方先頭車[38]。
- モハ203形（M） - 電動車[38]。制御装置および集電装置（パンタグラフ）を搭載する[5]。
- モハ202形（M'） - 電動車[38]。電動発電機および電動空気圧縮機を搭載する[5]。
- サハ203形（T） - 付随車。

### 編成表
凡例
CHOP：チョッパ制御装置、PT：集電装置（パンタグラフ）、MG：電動発電機（ブラシレスMG）、CP：空気圧縮機、BT：蓄電池
|                |                                                                | ← 取手綾瀬・代々木上原 → \|colspan="2" rowspan="6" style="background:#ccc; width:5em;"\| |                                     |                                     |                                     |                                     |                                     |                                     |                                     |                                     |                                     |                                                                                         |                                                                                          |
| 号車           | 号車                                                           | 10                                                                                       | 9                                   | 8                                   | 7                                   | 6                                   | 5                                   | 4                                   | 3                                   | 2                                   | 1                                   |                                                                                         |                                                                                          |
| 形式           | 形式                                                           | クハ203 (Tc)                                                                             | モハ203 (M)                         | モハ202 (M')                        | サハ203 (T)                         | モハ203 (M)                         | モハ202 (M')                        | サハ203 (T)                         | モハ203 (M)                         | モハ202 (M')                        | クハ202 (Tc')                       |                                                                                         |                                                                                          |
| 搭載機器       | 搭載機器                                                       | BT                                                                                       | PT CHOP,BT                          | MG,CP                               |                                     | PT CHOP,BT                          | MG,CP                               |                                     | PT CHOP,BT                          | MG,CP                               |                                     |                                                                                         |                                                                                          |
| 車両重量（t）  | 0番台                                                          | 27.0                                                                                     | 35.9                                | 36.1                                | 24.4                                | 35.9                                | 36.1                                | 24.4                                | 35.9                                | 36.1                                | 26.5                                |                                                                                         |                                                                                          |
| 車両重量（t）  | 100番台                                                        | 24.2                                                                                     | 32.3                                | 32.9                                | 21.9                                | 32.3                                | 32.9                                | 21.9                                | 32.3                                | 32.9                                | 23.9                                |                                                                                         |                                                                                          |
| 番台・編成番号 | 番台・編成番号                                                 | 車両番号                                                                                 | 車両番号                            | 車両番号                            | 車両番号                            | 車両番号                            | 車両番号                            | 車両番号                            | 車両番号                            | 車両番号                            | 車両番号                            | 新製                                                                                    | 廃車                                                                                     |
| 0番台          | マト51 マト52 マト53 マト54 マト55 マト56 マト57 マト58        | 1 2 3 4 5 6 7 8                                                                          | 1 4 7 10 13 16 19 22                | 1 4 7 10 13 16 19 22                | 1 3 5 7 9 11 13 15                  | 2 5 8 11 14 17 20 23                | 2 5 8 11 14 17 20 23                | 2 4 6 8 10 12 14 16                 | 3 6 9 12 15 18 21 24                | 3 6 9 12 15 18 21 24                | 1 2 3 4 5 6 7 8                     | 1982.8.27 1984.2.3 1984.2.20 1984.2.28 1984.3.15 1984.3.26 1984.3.28 1984.3.12          | 2011.6.9 2011.6.16 2011.9.5 2011.10.3 2011.10.17 2010.12.28 2010.12.3 2010.11.6          |
| 100番台        | マト61 マト62 マト63 マト64 マト65 マト66 マト67 マト68 マト69 | 101 102 103 104 105 106 107 108 109                                                      | 101 104 107 110 113 116 119 122 125 | 101 104 107 110 113 116 119 122 125 | 101 103 105 107 109 111 113 115 117 | 102 105 108 111 114 117 120 123 126 | 102 105 108 111 114 117 120 123 126 | 102 104 106 108 110 112 114 116 118 | 103 106 109 112 115 118 121 124 127 | 103 106 109 112 115 118 121 124 127 | 101 102 103 104 105 106 107 108 109 | 1985.3.12 1985.3.19 1985.3.25 1985.4.10 1985.5.8 1985.5.14 1986.2.18 1986.3.4 1986.3.18 | 2010.12.8 2011.1.19 2011.1.27 2011.2.23 2011.3.1 2011.5.26 2011.7.29 2011.8.26 2011.8.19 |

- 車両番号は2008年5月時点[24]
- 2011年9月に、車両故障に起因する組み替えが行われている。詳細は「置き換え」を参照。

製造メーカー
川崎重工業 - マト51、52、54、58、62、65、67、68
日本車輌製造 - マト53、55、64、66
東急車輌製造 - マト56、63、69
近畿車輛 - マト57、61

## 性能試験
量産先行車であるマト51編成は1983年（昭和58年）6月15～22日（19、20両日は試験なし）、地下鉄直通用車両として予め意図した性能を達成できているか否かを確認するための性能試験が行われた。
試験は「定置試験」と「走行試験」に分かれる。前者は停止した状態でブレーキやMGの性能、ATCの動作確認を行い、後者は力行・ブレーキ・台車・換気性能や通し運転での性能確認、および勾配起動性能の確認が目的であった。
試験編成はマト51編成で、10両中6両で試験が行われた。車両ごとに行われた試験の内容は下表の通り。
|          |          | ← 取手綾瀬・代々木上原 → |                       |           |           |           |           |           |           |           |           |
| 形式     | 形式     | クハ203-1                | モハ203-1             | モハ202-1 | サハ203-1 | モハ203-2 | モハ202-2 | サハ203-2 | モハ203-3 | モハ202-3 | クハ202-1 |
| 搭載機器 | 搭載機器 | 車体振動                 | ブレーキ性能 台車応力 | 力行性能  |           |           |           |           | 客室換気  | 客室換気  | 車体振動  |

## 運用
1982年に量産先行車として0番台10両編成1本（マト51）が製造され、営団・国鉄双方の乗務員などによる各種訓練を実施したのち、11月14日の我孫子 - 取手間複々線完成記念の出発式に記念列車として使用され、複々線化完成日の翌11月15日から一般営業運転を開始した。なお、この増備は先述の区間が開業したことに伴って国鉄車の運用が増加したことによるもので、在来車の置き換えを目的としたものではなかった。
続いて、103系1000番台を置き換えるため、1984年（昭和59年）2月から3月にかけて0番台量産車7本（マト52 - 58）が製造され、これにより従来の103系1000番台は56両が1984年に105系500番台に改造されて転配され、奈良線・和歌山線五条駅 - 和歌山駅間・紀勢本線和歌山駅 - 和歌山市駅間（奈良電車区配属）の電化開業用および可部線（広島運転所配属）の73系置き換え用に充当された。
翌1985年（昭和60年）3月製造分からは201系軽装車や205系を参考に、建造費縮減および軽量化を図った100番台9本（マト61 - 69）が投入された。これにより従来の103系1000番台は104両が1986年（昭和61年）までに常磐快速線・成田線（我孫子 - 成田間）へ転用され、玉突きにより経年の高い武蔵野線の101系1000番台置き換え用に充当された。これら一連の増備によって、1986年には常磐緩行線の国鉄車は冷房化率100 %を達成した。
10両編成17本170両すべてが松戸電車区（現：松戸車両センター）に配置され、常磐緩行線および相互直通運転先の営団（現：東京メトロ）千代田線で運用された。常磐緩行線ではのちに投入された207系900番台・209系1000番台とともに共通運用されていた。
千代田線と直通運転している小田急電鉄の列車無線やATSは搭載されなかったため、同社には入線しなかった。

### 置き換え

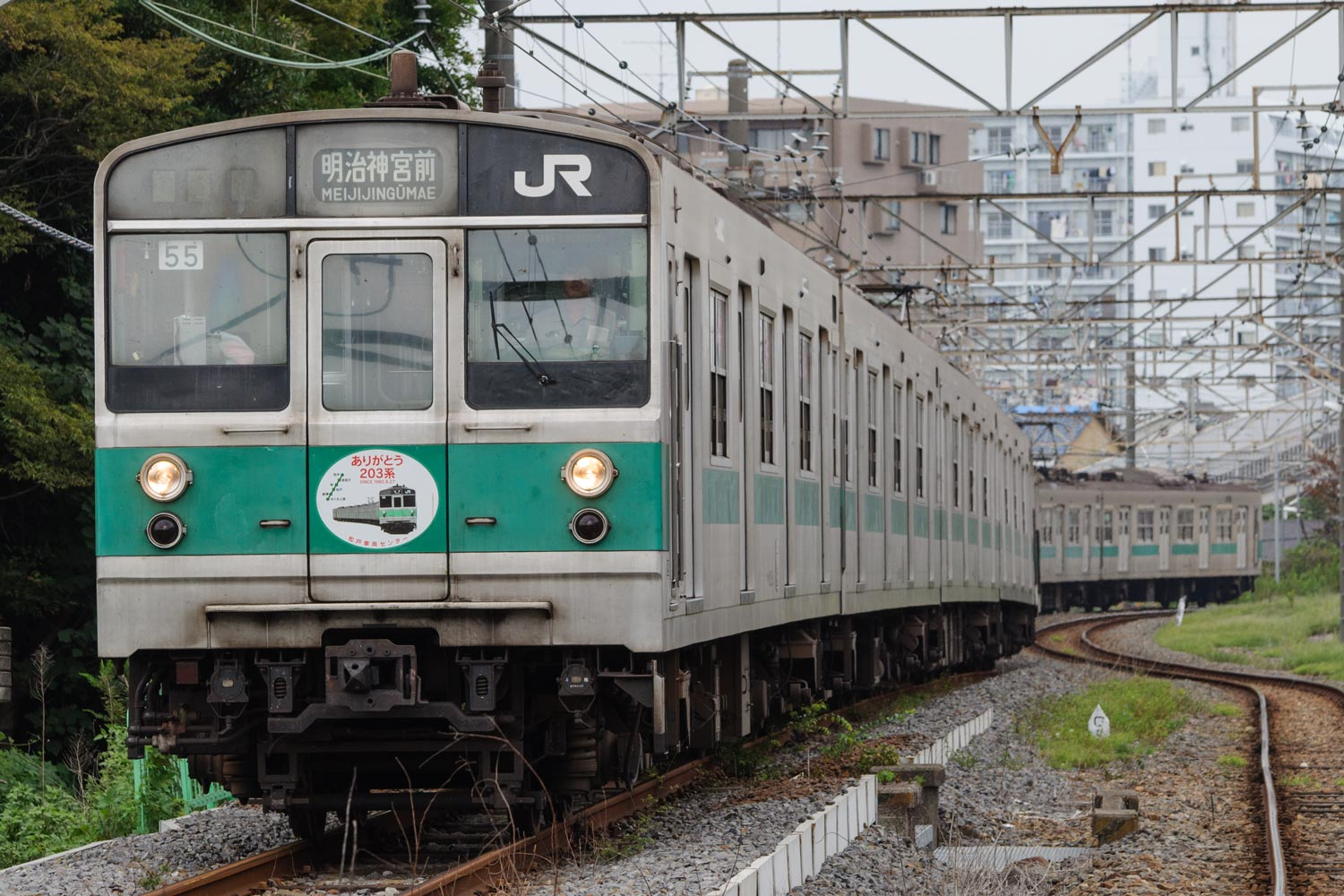
引退記念ヘッドマークを装着した203系

JR東日本では老朽化した本形式の置き換えのため、常磐緩行線にE233系2000番台を新たに投入することを発表、2009年（平成21年）9月から営業運転を開始し、2010年（平成22年）から廃車が開始された。
2011年（平成23年）9月1日からはマト55編成に「ありがとう203系」ヘッドマークが掲出されたが、9月中旬にモハ203-15・モハ202-15のユニットが故障したため、すでに運用離脱していたマト54編成のモハ203-12・モハ202-12ユニットと入れ替えられたのち、9月26日に最後まで残っていた同編成が営業運転から離脱した。マト55編成離脱後は再びマト54編成とユニットを入れ替え、正規の編成へと戻した。
廃車後、一部編成はインドネシアのPT KAI Commuter Jabodetabekとフィリピン国鉄に譲渡されている。なお、前記した以外の車両（10両編成8本80両）は、個人に売却されたクハ203-103以外はすべて解体処分されている。

## 国外譲渡車

### インドネシア

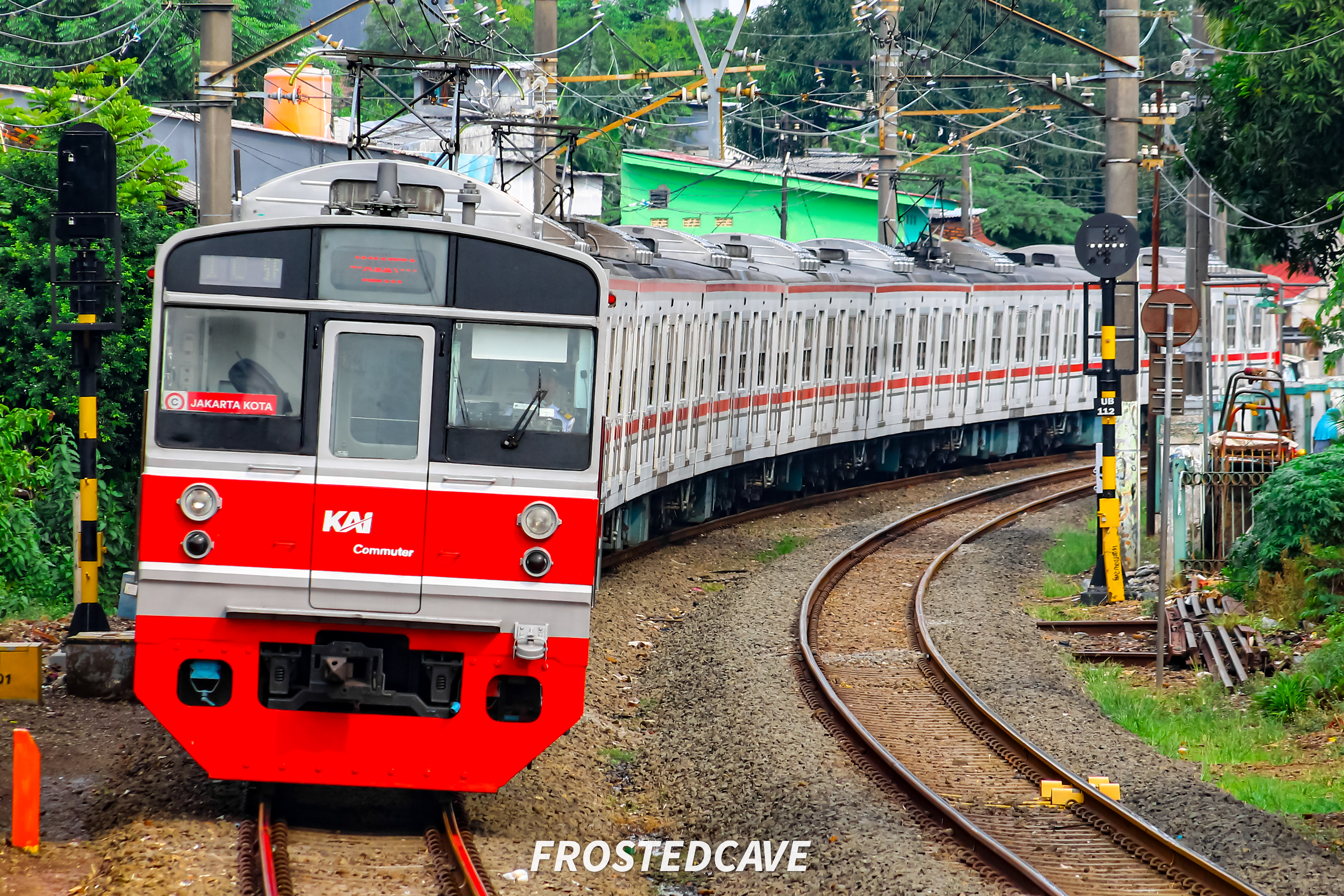
テベット駅を出発するJR203系電車

マト51・52・66・68・69編成の10両編成5本（50両）が譲渡された。
インドネシアのPT Kereta Commuter Indonesia（以下「PT KCI」）に譲渡された車両は前面にスカートと投石からガラスを保護する金網、側面扉にステップを増設するなどの改造が行われ、8両編成に組成され2011年12月よりKCI管内で運行を開始した。
2012年頃より車内外の日本語掲示物の撤去が始まり、車体の日本語表記なども消去されている。
| 元マト51 | クハ203-1   | モハ203-1   | モハ202-1   | サハ203-1   | サハ203-2   | モハ203-3   | モハ202-3   | クハ202-1   |
| 元マト52 | クハ203-2   | モハ203-4   | モハ202-4   | サハ203-3   | サハ203-4   | モハ203-6   | モハ202-6   | クハ202-2   |
| 元マト66 | クハ203-106 | モハ203-116 | モハ202-116 | サハ203-111 | サハ203-112 | モハ203-118 | モハ202-118 | クハ202-106 |
| 元マト68 | クハ203-108 | モハ203-122 | モハ202-122 | サハ203-115 | サハ203-116 | モハ203-124 | モハ202-124 | クハ202-108 |
| 元マト69 | クハ203-109 | モハ203-125 | モハ202-125 | サハ203-117 | サハ203-118 | モハ203-127 | モハ202-127 | クハ202-109 |

8両編成化によって余剰になったモハユニットは休車扱いとなっている。

### フィリピン

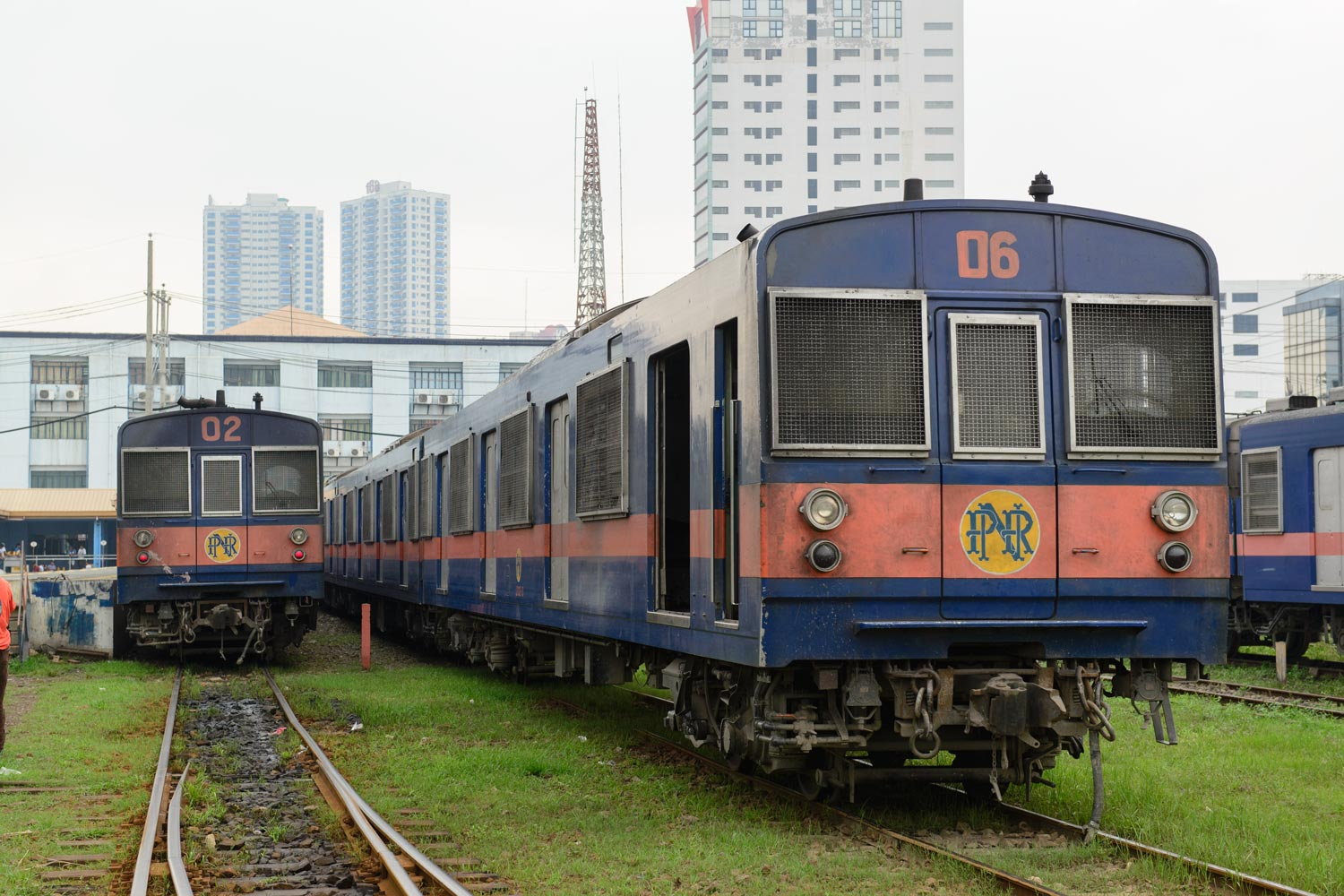
フィリピン国鉄で客車として活躍する203系

マト53・54・55・67編成の10両編成4本（40両）が譲渡された。
譲渡車はマニラ首都圏でディーゼル機関車による牽引客車として運行するための改造を受けた。4両編成7本（28両）が組成され「A」の車両がアラバン（Alabang）側となっている。
2013年10月までに、先に日本から譲渡され運行されていた12系や14系客車を置き換えた。ディーゼル機関車が先頭となる編成で運行され、クハが先頭となった推進運転は行われない。
先頭車前面、側面窓には金網を取り付けて投石による破壊を防止している、車両によっては側面扉のガラスを鉄板に交換している場合もある。編成の端になった元中間車「D」は、貫通扉のガラスを鉄板に交換し施錠している。連結器は自動連結器に交換され、尾灯などの追設は行われていない。
客車として使用するための電源が必要なことから、クハの室内に発電機を設置した。第1編成のクハ203-107は、運転台と逆側の車端部に発電機を搭載しており、唯一側面にルーバーが設置されているのが特徴となっている。この車両だけ、発電機室を編成中央側に持っているため、隣の車両と通り抜けができない。利便性向上のため、第2編成以降は運転台側に発電機を設置している。
客車化にあたって、電装品などの撤去は特に行われておらず、主電動機・床下機器なども、電車として使用されていた時代とほぼ同様。
| 編成番号 | A                  | B                  | C                  | D                 |
| -------- | ------------------ | ------------------ | ------------------ | ----------------- |
| EMU-1    | クハ203-107（01A） | モハ203-11（01B）  | モハ202-7（01C）   | サハ203-9（01D）  |
| EMU-2    | クハ202-4（02A）   | モハ202-11（02B）  | モハ203-7（02C）   | モハ202-12（02D） |
| EMU-3    | クハ203-5（03A）   | モハ203-9A（03B）  | モハ202-9（03C）   | サハ203-10（03D） |
| EMU-4    | クハ203-4（04A）   | モハ203-13（04B）  | モハ202-10（04C）  | サハ203-14（04D） |
| EMU-5    | クハ203-3（05A）   | モハ203-121（05B） | モハ202-120（05C） | サハ203-8（05D）  |
| EMU-6    | クハ202-3（06A）   | モハ202-15（06B）  | モハ203-15（06C）  | サハ203-7（06D）  |
| EMU-7    | クハ202-107（07A） | モハ203-120（07B） | モハ202-8（07C）   | モハ203-10（07D） |

現地では「モハ」や「サハ」の日本語で車両を管理していない関係上、サハ203-9との区別のためモハ203-9にAの表記が追加されている。

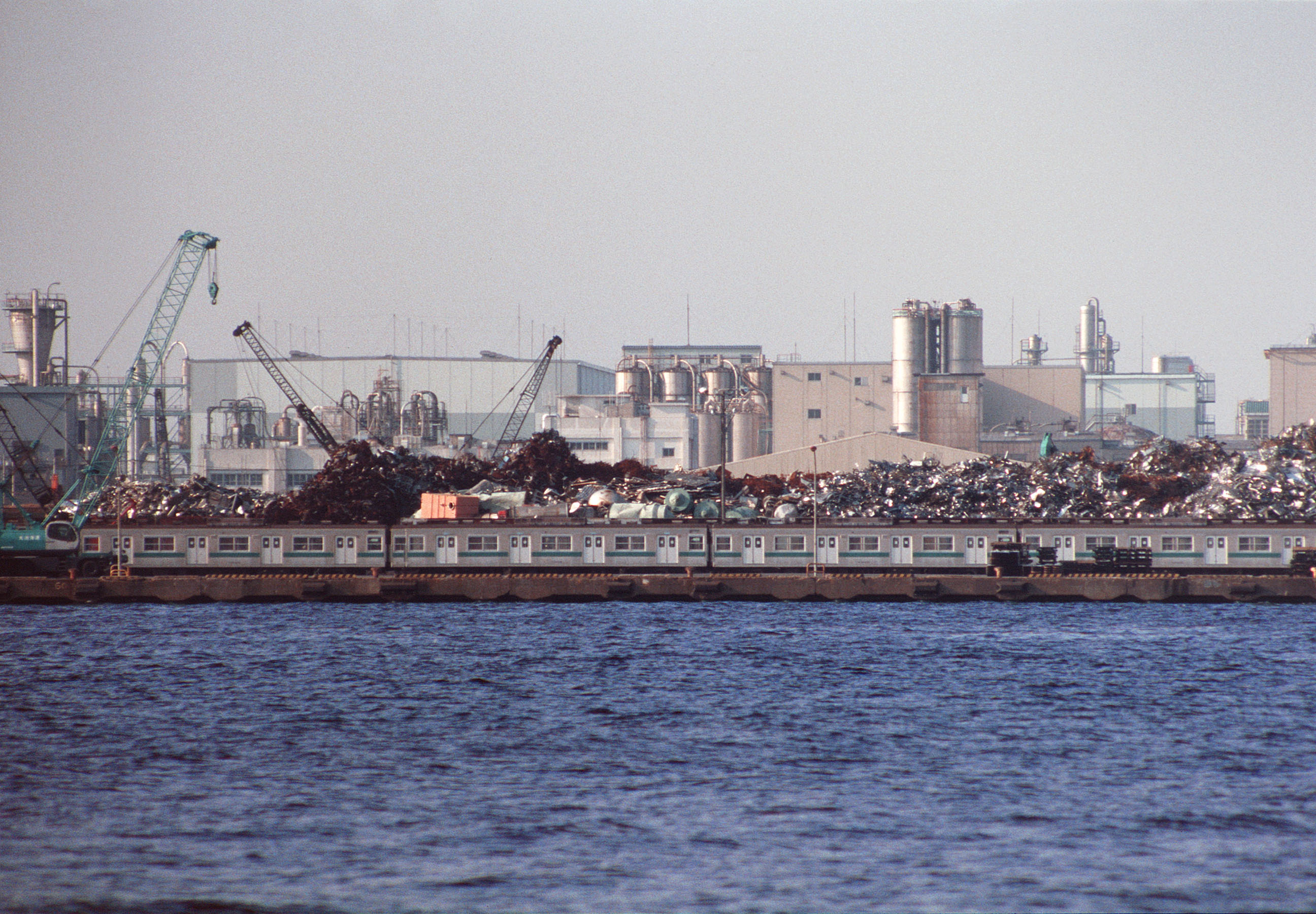
フィリピンへの輸送に際し神奈川県川崎市の川崎市営埠頭に留置される203系